# Alto do Malhão
O Alto do Malhão é um passo de montanha localizado em Portugal na zona de Loulé no Algarve. Pelo seu acesso peculiar é uma dura subida. É utilizado como final de etapa da Volta ao Algarve e de outras provas amadoras como a Algarve Grandfondo. A subida, com cerca de 2,5 km, e com um pendente médio de 8,9 % e máximo de 24,7 %, culmina numa altitude de 501 m. 